# Тамуда

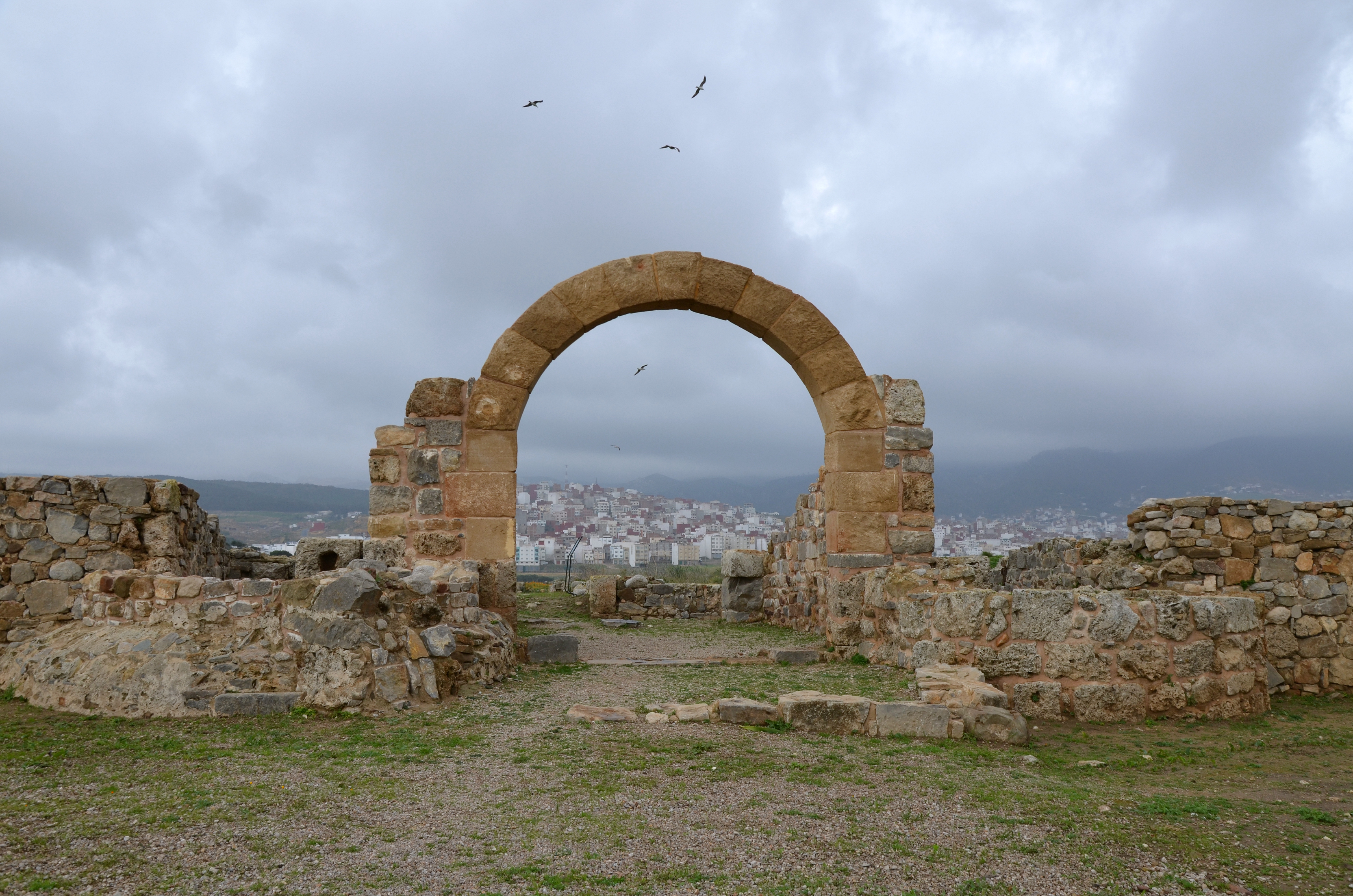
Римський військовий табір Тамуда.

Тамуда — стародавнє берберське місто та військовий табір, археологічна пам'ятка у Мавретанії Тінгітанській. Він розташований за 6 км на захід від сучасного Тетуана на півночі Марокко. Кам'яні руїни знайдені на південному березі долини Мартіль. Вважалося містом за правилами тогочасної урбанізації.
Тамуда — лівійське слово, що означає «болото».

## Історія
Стародавнє місто було засноване в 3 столітті до нашої ери мавретанськими берберами з північного Марокко зокрема першим царем Мавретанії, на правому березі річки Тамуда. Ймовірно, фінікійці відвідували це поселення протягом наступного століття з метою торгівлі. У Тамуді було знайдено глиняний глечик із зображенням морського коника, що представляє фінікійську іконографію.
За правління імператора Августа місто зайняли римляни. Приблизно в 42 році нашої ери, під час повстання місцевих жителів, римські гарнізони зрівняли Тамуду із землею і на її місці звели укріплене поселення. Наступники імператора Августа пізніше перебудували місто як римський каструм.
Пізніше Тамуда став одним із головних міст римської провінції Мавританія Тінгітана і отримав розвиток під час правління Траяна та Септимія Севера. За словами дослідника з Університету Кадіса, жителі міста займалися засолюванням риби та виробництвом пурпуру. У довіднику Notitia Dignitatum, написаному в п'ятому столітті, стверджується, що наприкінці четвертого століття каструм Тамуди був місцем розташування «Ауксилії» (кавалерійського загону) місцевих лімітаней.
Протягом п'ятого століття регіон навколо Тамуди був повністю романізований, християнізований, а фортеця, ймовірно, була розібрана. На час приходу вандалів у п'ятому столітті місто, можливо, було покинуте, оскільки жодна сучасна хроніка більше не згадує про нього.
Наприкінці 13 століття поблизу римських руїн існували невеликі укріплення з назвою «Тіттавін», які пізніше були перейменовані на «Тетуан».

## Розкопки
На місці розкопок були знайдені артефакти як римської, так і фінікійської епохи на місці.
У 1933 році на місці Тамуда було виявлено камінь третього століття (приблизно 253—257 рр. н. е.), на якому йдеться про перемогу римлян над невідомими варварами. Вважається, що напис стосується франків.
Приблизно в 1950-х роках Археолог Мікель Тарраделл провів там масштабні розкопки, а міжнародна група, що складається з професорів, дослідників і студентів з Університету Абдельмалека Ессааді, Університету Кадіса та Міністерства культури Марокко, розкопала це місце в 2012 році. Багато артефактів з цього місця зберігаються в Археологічному музеї Тетуана
У липні 2018 року група дослідників виявила на цьому місці фрагмент ребра північноатлантичного гладкого кита, датований 180—396 роком нашої ери. Вони припускають, що римляни, можливо, вели промисловий китобійний промисел на узбережжі Західного Середземномор'я.

## Дивіться також
- Ліксус
- Тінгіс
- вересня
- Русадір
- Сала Колонія
- Мавританія Тінгітана
- християнські бербери